# Piet van Nieuwenhuyzen
Pieter van Nieuwenhuijzen (9 juni 1971) is een Nederlandse zeiler. In 2003 was hij de eerste Nederlander die de America's Cup won. Hij won de Cup opnieuw in 2007. Verder zeilde hij de Volvo Ocean Race en behaalde overwinningen in diverse internationale zeilcompetities.
Van Nieuwenhuyzen leerde als kind het zeilen van zijn ouders. Zij namen hem vaak mee op zeilweekenden en -vakanties. Toen hij 20 was, besloot hij om een professionele zeilcarrière na te jagen. Zijn eerste grote wedstrijd was de Whitbread Round the World 1997-1998 (nu Volvo Ocean Race) als bemanningslid van het Nederlandse jacht BrunelSunergy. Het team eindigde deze zeilwedstrijd om de wereld op de achtste plaats in het eindklassement.

## Winst America's Cup
In 2000 voer hij aan boord van het jacht AmericaOne in de Louis Vuitton Cup, het uitdagerstoernooi van de America's Cup. Het jacht haalde de finale, waarin het met 5-4 verloor van het Italiaanse Luna Rossa Challenge. Hierna maakte hij de overstap naar het net opgerichte Zwitserse zeilsyndicaat Alinghi. In 2003 won het team de Louis Vuitton Cup door in de finale BMW Oracle Racing te verslaan met 5-1. Hierdoor mocht het team in februari aantreden in de America's Cup als uitdager van titelverdediger Team New Zealand. Met van Nieuwenhuyzen als voordekker won Alinghi de Cup met een 5-0 overwinning. Hiermee was hij de eerste Nederlander die deze prestigieuze zeilwedstrijd wist te winnen in haar 150-jarige historie. Met name door deze overwinning werd van Nieuwenhuyzen eind 2003 gekozen als winnaar van de Conny van Rietschoten Trofee, de belangrijkste zeilprijs in Nederland.
Hij bleef in de jaren erna lid van het Alinghi-zeilteam, dat in 2007 als titelverdediger aantrad in de 32e America's Cup tegen uitdager Team New Zealand. De Cup werd succesvol verdedigend met een 5-2 overwinning. In hetzelfde jaar nam hij deel aan het wereldkampioenschap TP52 op het winnende jacht van het Zweedse Artemis Racing. Ook in de jaren erna maakte hij met Alinghi een uitstap naar diverse andere zeilcompetities, met name als training voor de 33e America's Cup in 2010. In 2008 won van Nieuwenhuyzen de iShares Cup, de competitie voor Extreme 40 catamarans. In hetzelfde jaar werd de Franse catamaranwedstrijd Trophée Clairefontaine gewonnen, samen met Rodney Ardern en schipper Ed Baird.

## 2010 en later
In 2010 voer van Nieuwenhuyzen met Alinghi de America's Cup World Series, een wereldwijde wedstrijdserie voor AC45-camatarans voorafgaand aan de America's Cup-finale. Als winnaar van deze serie ging het team de strijd om de America's Cup aan met uitdager BMW Oracle Racing. Na een verlies met 2-0 raakte het team de Cup kwijt. In september maakte van Nieuwenhuyzen de overstap van Alinghi naar de nieuwe cuphouder BMW Oracle Racing (inmiddels hernoemd tot Team Oracle USA). Met dit team nam hij hetzelfde jaar nog deel aan de RC44 World Championship Tour. Met het jacht 17 van schipper James Spithill werd de wereldtitel en de matchrace-serie in de competitie gewonnen.
In de jaren erna voer van Nieuwenhuyzen als bemanningslid van Team Oracle USA diverse wedstrijden, onder meer in de America's Cup World Series. Begin 2013 verliet hij het Oracle-zeilteam. Sinds eind dat jaar neemt hij deel aan de 52 Super Series, de zeilcompetitie voor de TP52, als bemanningslid van het jacht van Quantum Racing. Met dit team won hij in juni 2014 het wereldkampioenschap TP52. In 2014 voer hij ook aan boord van de RC44 van Artemis Racing.

## Palmares
- 1990-1991 WK X99, winst
- 1993- Match Racing Worlds, 2e
- 1994- Class Figaro, Frans Kampioen
- 1995- EK Mumm36, winst
- 1997/98- Volvo Ocean Race, 8e
- 1998 - Swan WK, winst
- 1999 - Tour de France a la voile, winst
- 2000 - Louis Vuitton Cup, finalist
- 2000 - WK IMS-50, winst
- 2001 - WK 12-meters, winst
- 2003 - Louis Vuitton Cup, winst
- 2003 - America's Cup, winst
- 2003 - Conny van Rietschoten Trofee
- 2005 - Louis Vuitton Acts, winst
- 2006 - Louis Vuitton Acts, winst
- 2007 - America's Cup, winst
- 2007 - WK TP52, winst
- 2007 - Audi MedCup TP52, winst
- 2008 - iShares Cup, winst
- 2008 - Trophée Clairefontaine, winst
- 2010 - America's Cup, verlies
- 2010 - WK RC44, winst
- 2010 - Matchrace-competitie RC44, winst
- 2011 - America's Cup World Series, winst
- 2012 - America's Cup World series, winst
- 2013 - TP52 Super Series, winst
- 2014 - TP52 Super Series, winst
- 2014 - WK TP52, winst
- 2015 - WK MAXI, winst
- 2016 - WK TP52 winst
- 2016 - WK MAXI winst
- 2016 - TP52 SUPER SERIES winst